# Taveirosaurus
Taveirosaurus costai
Genre
Espèce
Taveirosaurus (signifiant « lézard de Taveiro ») est un genre fossile de dinosaures Ornithischia thyréophode nomen dubium qui vivait en Europe au Crétacé supérieur. 
Le genre est basé uniquement sur des dents. La seule espèce du genre est Taveirosaurus costai.

## Découverte et dénomination
À partir de 1968, Miguel Telles Antunes et Giuseppe Manuppella ont mis au jour des fossiles dans la carrière de Cerâmica do Mondego, près de Taveiro, un village du Portugal, au sud-ouest de Coimbra. Parmi eux se trouvaient un certain nombre de dents triangulaires basses d'un dinosaure herbivore. En 1991, elles ont été nommées et décrites par Telles Antunes et Denise Sigogneau-Russell comme l'espèce type Taveirosaurus costai. Le nom générique fait référence à Taveiro. Le nom spécifique honore le géologue portugais João Carrington da Costa.
L'holotype, CEGUNL-TV 10, a été trouvé dans une ancienne argile fluviale de la formation Argilas de Aveiro datant du Maastrichtien. Il est constitué d'une seule dent. Neuf autres dents ont également été attribuées au genre, CEGUNL-TV 6-9, 11 et 13-16. Plus tard, des dents trouvées près de Laño en Espagne ont également été référencées.
Ne pouvant se baser que sur les dents, Telles Antunes et Sigogneau pensaient à l'origine que Taveirosaurus appartenait à un groupe de Pachycephalosauria. En 1991, ils l'ont assigné aux Homalocephalidae, en 1992 aux Pachycephalosauridae. Cependant, ils ont rapidement rejeté cette possibilité - et Taveirosaurus n'a pas été inclus dans ce groupe dans des revues récentes, - en 1995, ils l'ont considéré comme un membre des Nodosauridae. En 1996, Peter Galton a suggéré qu'il aurait pu appartenir aux Fabrosauridae, soulignant une similarité avec les dents de Alocodon et de Trimucrodon, deux autres « genres de dents » [7].

### Nomen dubium
En 2004, David B. Norman a conclu qu'il s'agissait d'un nomen dubium,.